# Вайсхайдингер, Лукас
Лукас Вайсхайдингер (нем. Lukas Weißhaidinger; род. 20 февраля 1992, Шердинг, Верхняя Австрия) — австрийский легкоатлет, который специализируется в метании диска. Бронзовый призёр чемпионата мира 2019 года, призёр чемпионата Европы. Бронзовый призёр летних Олимпийских игр 2020.

## Карьера
В детстве занимался гимнастикой, но перешёл в лёгкую атлетику из-за своего высокого роста.
В 2016 году принял участие в соревнованиях по метанию диска на летних Олимпийских играх в Бразилии. Его итоговый результат — 64,95 метра, он попал в финал, а в итоговом протоколе занял шестое место. В этом же году он выиграл соревнования IAAF World Challenge в Мадриде и ISTAF Berlin.
На чемпионате Европы 2018 года, который состоялся в Берлине он показал третий результат в финале (65,14 м) и стал бронзовым призёром.
30 сентября 2019 года Лукас в Дохе стал бронзовым призёром чемпионата мира в метании диска, показав результат 66,82 метра.
За свою карьеру он был удостоен многочисленных наград. Его самая большая награда, «Новичок года», была присуждена ему в 2016 году.

## Основные результаты
| Год  | Соревнование                        | Место проведения | Место | Результат |
| ---- | ----------------------------------- | ---------------- | ----- | --------- |
| 2018 | Чемпионат Европы по лёгкой атлетике | Берлин, Германия | 3     | 65,14 м   |
| 2019 | Чемпионат мира по лёгкой атлетике   | Доха, Катар      | 3     | 66,82 м   |